# Монте ди Прочида
Мо̀нте ди Про̀чида (на италиански: Monte di Procida; на неаполитански: Monte 'e Proceta, Монте 'е Прочета) е град и община в Южна Италия, провинция Неапол, регион Кампания. Разположен е на брега на Тиренско море. Населението на общината е 13 341 души (към 2010 г.).